# Катеринославські вищі жіночі курси

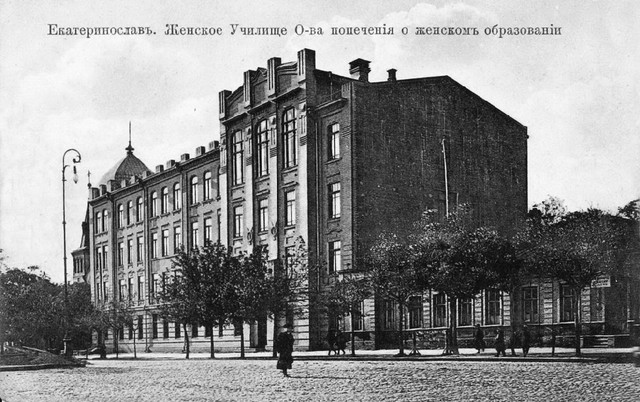
Будівля курсів

Катеринославські вищі жіночі курси (Катеринославські приватні курси М. С. Копилова та О. В. Тихонової) — приватний навчальний заклад для здобуття вищої освіти жінками. Спершу до складу КВЖК входило два факультети — фізико-математичний (з природничо-історичним і математичним відділеннями) і медичний. Офіційне відкриття КВЖК відбулося 15 вересня 1916 р. За сприяння В. І. Вернадського наприкінці 1916 р. Вищі жіночі курси отримали статус вищого навчального закладу. Наприкінці 1917 р. Товариство піклування про жіночу освіту в м. Катеринославі порушило питання про відкриття двох нових факультетів: юридичного й історико-філологічного. Так Катеринославські вищі жіночі курси було реорганізовано в Катеринославський університет, а медичний факультет згодом трасформувався в Катеринославську медичну академію.

## Заснування
12 травня 1913 р. група викладачів і професорів Катеринославського гірничого інституту, до складу якої увійшли Л. В. Писаржевський, В. О. Волжин, С. А. Заборовський, Л. Л. Іванов, М. Й. Лебедєв, Е. А. Штебер, О. М. Терпигорєв, С. Б. Шарбе, промисловець М. С. Копилов і представниця руху за вищу освіту жінок О. В. Тихонова, створили ініціативну групу заснування ВЖК в Катеринославі. До них пізніше приєдналися і представник міського самоврядування (голова губернської земської управи, міський голова), підприємці тощо. Був розроблений проєкт статуту ВЖК, заслуханий і ухвалений вже 28 травня 1913 р. Курси засновувалися як приватні з подальшим переходом їх у підпорядкування «Товариства сприяння вищій жіночій освіті». О. В. Тихонова та М. С. Копилов взяли на себе роль офіційних засновників відповідно до вимог законодавства.
Катеринославські курси стали самостійним навчальним закладом після їх затвердження у Петрограді. Дозвіл на відкриття ВЖК був отриманий у середині липня 1916 р.
У перший рік існування ВЖК більшість викладачів цього закладу складали професори й викладачі Катеринославського гірничого інституту та Харківського університету. Надалі, починаючи з 1917 р., у зв'язку з політичними подіями в країні та поступовим зростанням у суспільстві думки про створення на базі ВЖК власного університету кількість професорів з інших університетських міст, зокрема Харкова, Москви, Юрьєва, почала досить стрімко збільшуватися.

## Громадянська війна та Університет
Напередодні Жовтневого перевороту 1917 р. у Катеринославі сформувалась певна система вищої освіти. У місті діяли Катеринославський гірничий інститут, Катеринославський вчительський інститут, Катеринославські вищі жіночі курси, що працювали за університетськими програмами, Єврейський політехнічний інститут, Вищі педагогічні курси. Пророблялися шляхи створення Інституту інженерів транспорту. Наприкінці 1917 р. Товариство сприяння вищій жіночій освіті у Катеринославі порушило клопотання про відкриття на КВЖК двох нових факультетів: юридичного й історико-філологічного. Це могло змінити і значно підвищити статус Вищих жіночих курсів, вивищуючи їх до рівня університету.
29 грудня 1917 р. у Катеринославі перемогла радянська влада і однією з перших постанов міського комітету народної освіти від 25 січня 1918 р. була така: «Предложить Думе принять в свое ведение существующие Высшие женские курсы при условии преобразования их в университет для лиц обоего пола в составе четырех факультетов и войти в соглашение с земством по вопросу о его содержании. Признать желательным закончить преобразование к началу будущего года, указав Думе на Потемкинский дворец, как на помещение, наиболее подходящее для университета».
Із приходом до влади гетьмана П. Скоропадського у квітні 1918 р. й створенням у Києві комісії з вищих навчальних закладів під головуванням акад. В. І. Вернадського вирішальну роль у заснуванні самостійного класичного університету в Катеринославі відіграло місцеве самоврядування за підтримки громадськості: «Потреба відкриття університету в Катеринославі дуже велика. Про це катеринославське земство давно вже клопоталось, але дозволу старий російський уряд не давав. Тепер же… з утворенням української самостійної держави становище змінилось на користь українського народу, і Земська управа, маючи надію, що в відкритті університету не буде відмовлено, найпокірніше прохає Міністерство народної освіти відкрити в цім же 1918 році університет у місті Катеринославі у складі таких факультетів: юридичного, історико-філологічного, фізико-математичного та медичного, задля якого земство має клініку — земську лікарню, добре улаштовану. На заснування університету земське зібрання сесії 1916 року асигнувало півтора мільйона карбованців. Міська Дума теж асигнувала півтора мільйона карбованців і призначила 8 десятин землі. В справі улаштування університету земство теж візьме значну участь надалі».
29 травня 1918 р. Катеринославська Міська Дума ухвалила постанову про створення опікунської ради майбутнього університету з представників міського та земського самоврядування, наукової та освітянської громадськості у складі М. С. Копилова (підприємець), М. Ф. Щербинського (директор класичної гімназії, гласний міської думи), А. О. Дерново-Ярмоленко (відома діячка педагогиня), М. Ю. Ворожейкіна (гласний міської думи).
В.  І.  Вернадського  вирішальну  роль  у  заснуванні самостійного класичного університету в Катеринославі відіграло місцеве самоврядування за підтримки громадськості. У квітні 1918 р. у Катеринославі було поновлено Думу. Вже 7 (20) травня 1918 р. Губернська земська управа відправила до Міністерства народної освіти українського уряду
25 (12) липня 1918 р. газета «Приднепровский край» надрукувала таке повідомлення з Києва: «Министр народного просвещения по телеграфу уведомил городского голову об утверждении им устава Екатеринославского университета с изменениями, внесенными комиссией академика Вернадского. Разрешается открыть прием студентов». 23 серпня 1918 р. друкований текст статуту було відправлено до Катеринослава й на ньому зазначені затверджуючі статут підписи управляючого Міністерством народної освіти і мистецтв М. П. Василенка та директора Департаменту народної освіти Ф. Сушицького, датовані 20 серпня 1918 р
Таким чином, проіснувавши близько двох років, Катеринославські вищі жіночі курси було реорганізовано в Катеринославський університет, а медичний факультет згодом трасформувався в Катеринославську медичну академію.